# Amfora

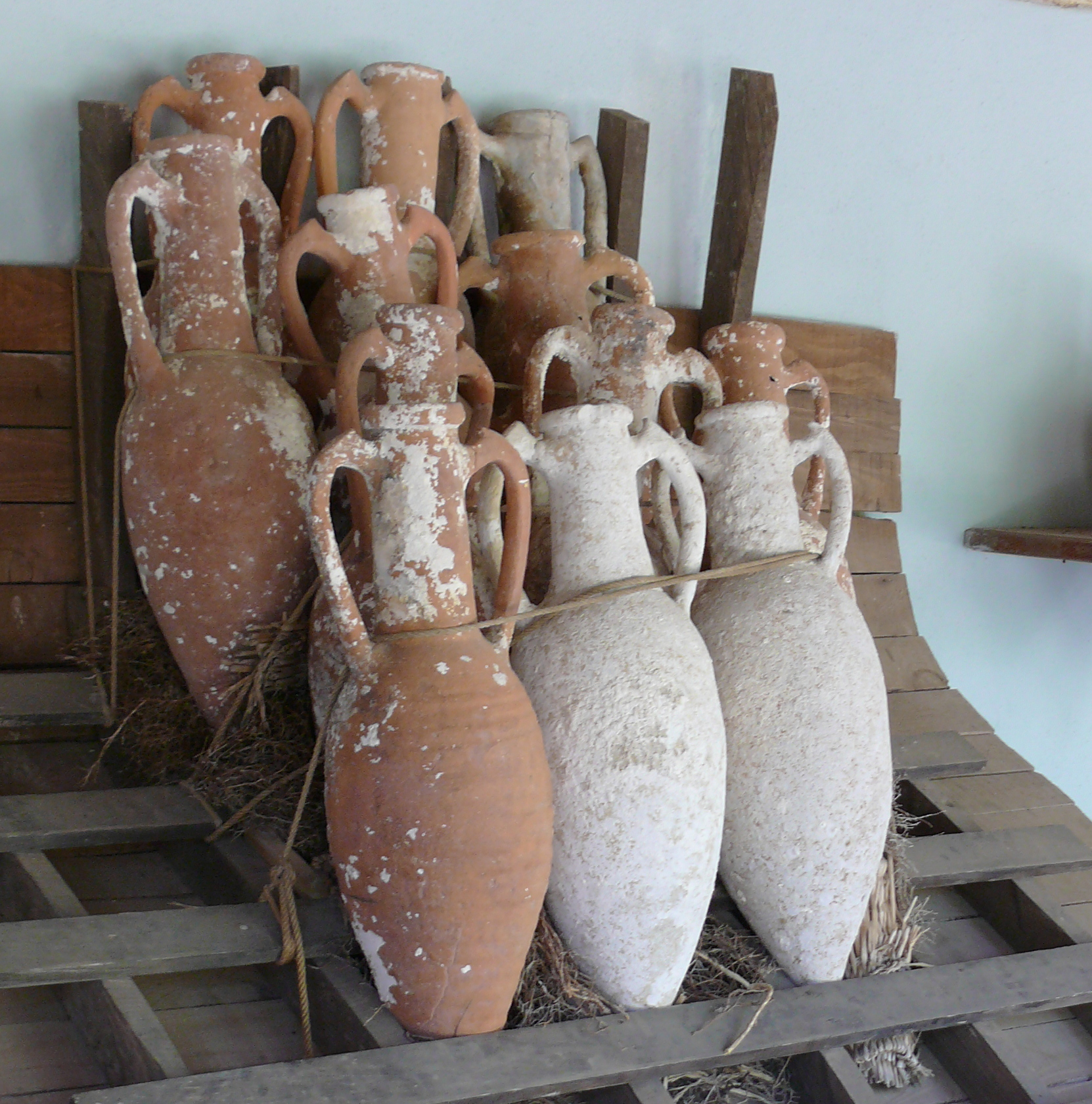
amphorae uit Klein-Azië.

Een amfora of amfoor (Oudgrieks: ἀμφορεύς (amphoreús), een samenvoeging van ἀμφί (aan beide kanten) en φορεύς (drager), verwijzend naar de twee handvatten, Latijn: amphora) is een kruik met twee oren die onderaan in een punt uitloopt. Amforen werden meestal gebruikt om vloeistoffen zoals olie of wijn in te bewaren en te vervoeren, maar ook graan werd in deze kruiken opgeslagen.
Door de puntvorm onderaan kon de amfoor in losse aarde of in een grid, zoals rechts op de afbeelding, worden vastgezet.

## Een Griekse amfora
Een Griekse 'amfora' was behalve de naam voor een kruik ook een inhoudsmaat voor vloeistoffen van ongeveer 23,2 liter. Het zou ook als tijdsmaat gebruikt worden voor een waterklok.
|                          |  |                         |
| Een zwartfigurige amfora |  | Een roodfigurige amfora |

Oorspronkelijk werden ze niet beschilderd, maar vanaf de 6e eeuw v.Chr. ontstond er de zwart- en vervolgens roodfigurige stijl om de amfora's te versieren. Beide kleuren worden in de afbeelding op de amfora tegengesteld gebruikt. Een van deze amforaschilders was de Andokides-schilder uit Athene, waarvan hier zowel een zwart- als roodfigurige amfora is afgebeeld. Er ontstonden verschillende vormen, zoals de hierboven afgebeelde puntige amfora's uit Klein-Azië en de amfora's met voet zoals beschilderd door de Andokides-schilder.
Een bijzondere amfora was de Panathenaeïsche amfora die erg in trek was. Dit waren grote amforen met zwartfigurige afbeeldingen. Toen de vaasschilders massaal overgingen op de eenvoudigere roodfigurige techniek, bleef men voor deze vazen trouw aan de traditie en bleven ze zwartfigurig. De Panathenaeïsche amforen werden als prijs voor een sportoverwinning uitgereikt bij de Panathenaeën in Athene. Aan de ene zijde was de godin Athene afgebeeld, aan de andere de sport waarin de prijs was behaald.

## Later gebruik als maat voor inhoud en gewicht

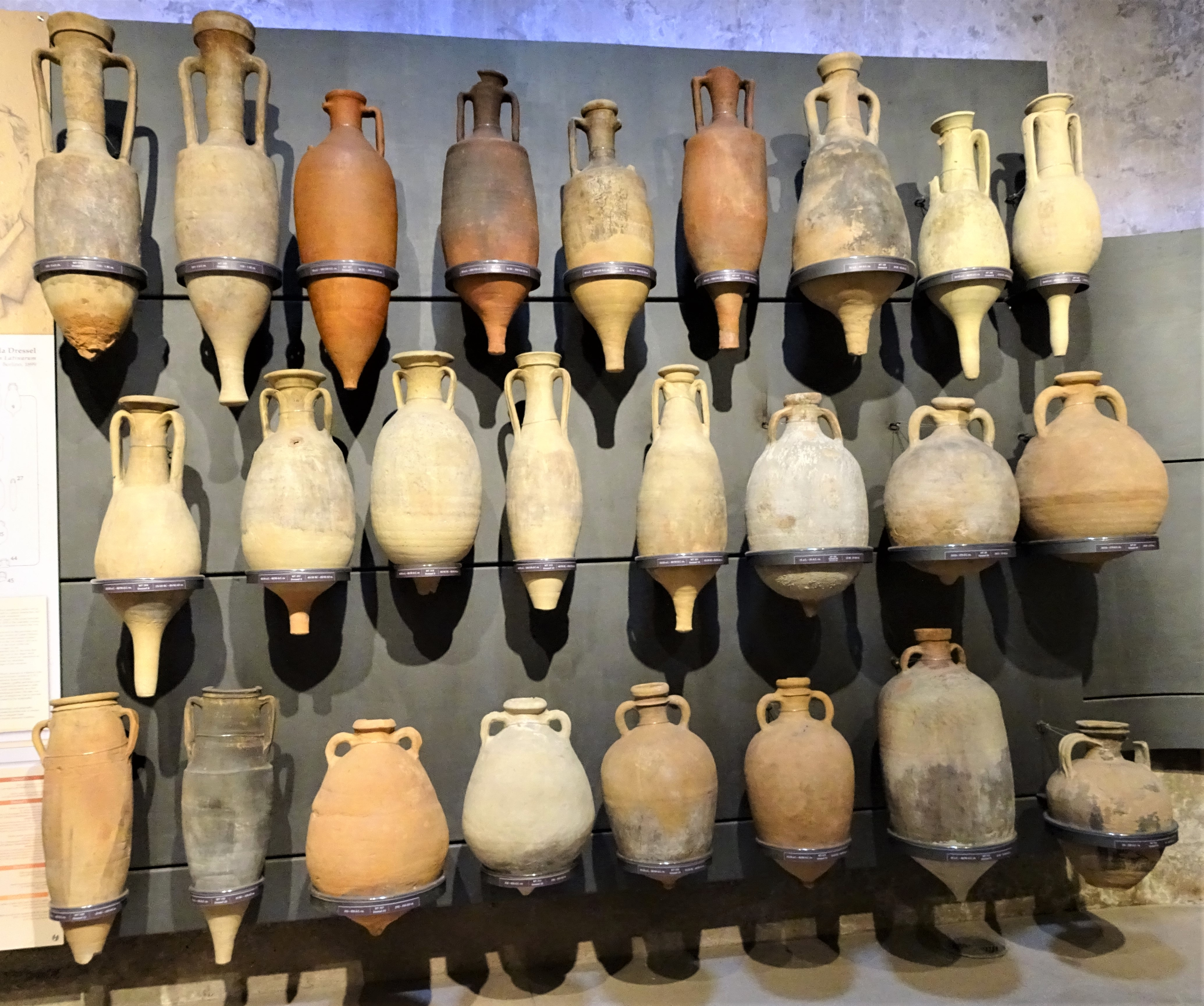
Verschillende types amforen, tentoongesteld in het Museo dei Fori Imperiali, Rome.

Een Romeinse amphora was net zoals de Griekse amfora behalve een kruik ook een inhoudsmaat. Men gebruikte deze inhoudsmaat voor vloeistoffen, een amphora kwam overeen met twee urnae of daaraan gelijk met ongeveer een kwart hectoliter, maar ook om een bepaalde scheepsruimte mee aan te duiden. Een amfora kwam overeen met tachtig Romeinse ponden of ongeveer 26 kilogram. Venetiaanse kooplieden gebruikten een inhoudsmaat amfora van 26 liter, met het apenstaartje @ als symbool. 

## Trivia
- Het Nederlandse woord emmer is in de Romeinse tijd van het Latijnse amphora afgeleid.
- De Panathenaeïsche amfoor heeft model gestaan voor onze prijsbekers, zoals de 'cup met de grote oren' bij de UEFA Champions League.

- Bibliothèque nationale de France: cb119439377 (data)
- Gemeinsame Normdatei: 4001770-9
- Library of Congress Control Number: sh85004641
- Nationale Bibliotheek van Tsjechië: ph629607
- Nationale Bibliotheek van Israël: 987007294869005171